# Deutsche Numismatische Gesellschaft
Die Deutsche Numismatische Gesellschaft – Verband der Deutschen Münzvereine e. V. (DNG), ein gemeinnütziger Verein mit dem Sitz in Frankfurt am Main, ist der Dachverband von über 70 numismatischen Vereinigungen der Bundesrepublik Deutschland.

## Geschichte
Die DNG wurde auf dem Deutschen Numismatikertag 1951 in Göttingen unter dem Namen Verband der westdeutschen Münzvereine gegründet, 1961 umbenannt in Verband der Deutschen Münzvereine. Erster Vorsitzender war Karl Kennepohl (1951–1956); ihm folgte 1956–1965 Gerhard Goedecke. Im Jahr 1990, während der Amtszeit von Rainer Albert (1989–1995), erhielt der Verband seinen heutigen Namen „Deutsche Numismatische Gesellschaft“ und eine neue Satzung. Seit 2016 ist Barbara Simon Präsidentin.
Seit 1952 erscheint das Numismatische Nachrichtenblatt als Verbandsorgan.
Seit 1978 verleiht die DNG jährlich den Eligiuspreis an Personen, die sich um die Numismatik verdient gemacht haben.
Die DNG hat 74 Mitgliedsvereine (Stand: 2017).

## Aufgaben
Laut Satzung bezweckt die DNG die Pflege der Numismatik u. a. durch:
- Förderung der angeschlossenen Vereine und deren Beziehungen untereinander, der numismatischen Wissenschaft, einschlägiger Arbeiten sowie des numismatischen Nachwuchses,
- Zusammenarbeit mit der Numismatischen Kommission der Länder in der Bundesrepublik Deutschland, mit anderen numismatischen Institutionen und Vereinigungen des In- und Auslandes sowie mit dem Münzhandel und seinen Vertretungen,
- Vertretung der Interessen der Sammlerschaft,
- Organisation und Unterstützung von Ausstellungen und Tagungen,
- Beratung bei der Gestaltung von Münzen und Medaillen,
- Hilfe bei der Beschaffung numismatischer Literatur, eventuell durch eigene Fachbibliothek,
- Bildung und Unterstützung von numismatischen Arbeitskreisen.

Traditionell zählt hierzu auch die Koordination überregionaler Münzsammlertreffen, die im Auftrag der DNG von örtlichen numismatischen Vereinen ausgerichtet werden, so z. B.:
- 1. Nordwestdeutsches Münzsammlertreffen 1956 in Minden (später: Norddeutsches Münzsammlertreffen)
- 1. Süddeutsches Münzsammlertreffen 1966 in Nürnberg
- 1. Mitteldeutsches Münzsammlertreffen 1993 in Freiberg
- 14. Deutsches und 25. Mitteldeutsches Münzsammlertreffen 28.–30. April 2017 in Erfurt